# Gilraen
Gilraen byla ženou Arathorna II. a matkou Aragorna, budoucího Krále Elessara Obnoveného království.

## Historie
Gilraen se narodila TA 2907. Jejím otcem byl Dírhael a matkou Ivorwen. Byla také známa jako Gilraen Spravedlivá. Gilraen si vzala za muže Arathorna, syna Aradorova, v TA 2929. Její otec sňatku odporoval, protože Gilraen byla příliš mladá a také se k němu dostalo, že Arathorn nebude žít dlouho. Ivorwen však Dírhaela přemluvila s tím, že dítě narozené v tomto svazku může být nadějí pro celý lid Dúnadanů.
O rok později se Arathorn stal náčelníkem Dúnadanů, když byl jeho otec zabit skřety. Gilraen porodila Aragorna v roce 2931. V roce 2933 byl Arathorn zabit skřetím šípem. Gilraen proto vzala dvouletého syna do Roklinky, kde se Elrond stal jeho opatrovníkem a dal mu jméno Estel, což znamená "Naděje".
Gilraen a Aragorn žili společně v Roklince do roku 2951, kdy dosáhl věku dvaceti let a byl mu Elrondem prozrazen jeho původ a dědictví. V této době taktéž potkal Elrondovu dceru Arwen, do které se zamiloval. Gilraen si všimla, že se její syn změnil a zeptal se jej na to. Aragornova matka ho varovala, že Elrond nebude nakloněn svazku elfky a smrtelného muže. Taktéž se obávala, že Isildurova línie skončí a tak Aragornovi řekla, že jeho osudem je se toulat v divočině. Nikdy mu neřekla o svých obavách a Aragorn odešel pryč, čelit nebezpečí a těžkostem.
O pár let později se Gilraen rozhodla odejít za svým lidem do Eriadoru. Svého syna často nevídala, neboť byl na svých dobrodružstvích po Středozemi. Když ji Aragorn přišel navštívit, předpověděla svou blížící se smrt.
Gilraen zemřela před začátkem jara roku 3007. Aragorn splnil sen hraničářům tím, že obnovil království Dúnadanů, když se stal Králem Obnoveného království.

## Filmová adaptace

### Pán Prstenů Společenstvo Prstenu
Gilraen byla připomenuta v Roklince u jejího hrobu, ke kterému přišel Aragorn.

### Amatérské filmy
Gilraen byla hlavní postavou v amatérském filmu Born of Hope a její roli ztvárnila Beth Ansley.